# Frank Beyer
Frank Beyer (n. 26 mai 1932, Nobitz, Thüringen – d. 1 octombrie 2006, Berlin) a fost un regizor german. O serie din filmele sale tratează critic Istoria Germaniei din secolul XX.

## Date biografice
Frank Beyer provine dintr-o familie de comercianți. El a studiat în 1951 dramaturgia și devine asistent de regizor în Glauchau. Frank Beyer a mai studiat arta cinematografică în Praga ca apoi să devină asistentul regizorului Kurt Maetzig. În 1957 el este regizor la studiourile DEFA din Berlinul de Est. El debutează cu filmul "Zwei Mütter" (Două mame), după care produce o serie de filme cu caracter antifascist. Frank Beyer devine renumit prin filmul Gol printre lupi (Nackt unter Wölfen, 1963), film prin care el își arată simpatia și solidaritata cu deținuții din Lagărul de concentrare Buchenwald. În 1966 prin filmul "Spur der Steine" are de a face pentru prima oară cu sistemul de cenzură din RDG. Deoarece filmul trata critic regimul comunist i-a fost interzis producerea de filme și i-se desface cotractul de muncă. Abia după Reunificarea Germaniei, el poate să lucreze din nou ca regizor. Este nominalizat pentru Premiul Oscar, pentru filmul Iacob mincinosul (Jakob der Lügner) și premiul național al RDG-ului. Iacob mincinosul a apărut în 1999 într-o versiune nouă la Hollywood, în rolul principal cu Robin Williams.

## Filmografie
- 1954: Wetterfrösche (Roznicky)
- 1955: Țar și dulgher (Zar und Zimmermann), (asistent de regie)
- 1956: Schlösser und Katen (asistent de regie)
- 1955: Die Irren sind unter uns (Blázni mezi námi)
- 1957: Zwei Mütter
- 1957: Fridericus Rex – partea a unsprezecea
- 1957: Polonia-Express (asistent de regie, co-scenarist)
- 1957: Das Gesellschaftsspiel – Eine unglaubliche Geschichte oder?
- 1959: Eine alte Liebe
- 1960: Cinci cartușe (Fünf Patronenhülsen)
- 1962: Königskinder
- 1963: Gol printre lupi (Nackt unter Wölfen)
- 1963: Karbid und Sauerampfer
- 1966: Spur der Steine
- 1968: Der Geizige (film TV)
- 1971: Rottenknechte (film TV)
- 1972: Januskopf (doar actor)
- 1973: Die sieben Affären der Doña Juanita (film TV)
- 1974: Iacob mincinosul (Jakob der Lügner)
- 1977: Das Versteck
- 1978: Geschlossene Gesellschaft (film TV)
- 1981: Der König und sein Narr (film TV)
- 1981: Die zweite Haut (film TV)
- 1983: Der Aufenthalt
- 1984: Bockshorn
- 1989: Der Bruch
- 1991: Ende der Unschuld (film TV)
- 1991: Der Verdacht
- 1992: Sie und Er (film TV)
- 1992: Das große Fest (film TV)
- 1993: Das letzte U-Boot (film TV)
- 1995: Wenn alle Deutschen schlafen (film TV)
- 1995: Nikolaikirche (film TV)
- 1997: Der Hauptmann von Köpenick (film TV)
- 1998: Abgehauen (film TV)